# Катарина Карађорђевић
Катарина Карађорђевић (девојачко Батис; Атина, 13. новембар 1943) је принцеза у српској лози Карађорђевића од 1985. године, када се удала за престолонаследника Александра.

## Биографија
Принцеза Катарина школовала се у Атини (Грчка) и Лозани (Швајцарска). Студирала је бизнис на Универзитету Денвер у Колораду, и на Универзитету Далас у Тексасу. Принцеза Катарина бавила се неколико година бизнисом у Сједињеним Државама.
Принцеза Катарина била је претходно удата и има двоје деце, Дејвида и Алисон. Алисон има четворо деце: Аманду, Стефани, Николаса и Мајкла са којима живи у Грчкој. Принцезин син Дејвид има сина Александра. Принцеза Катарина је много путовала, а живела је у Аустралији, Африци и Сједињеним Државама.
Принцеза Катарина упознала је принца Александра 1984. године у Вашингтону (САД), а венчали су се у Лондону 21. септембра 1985. године. Кум им је био грчки краљ Константин, а стари сват Краљевић Томислав, стриц принца Александра.
Принцеза Катарина веома је активна на пољу хуманитарног рада, нарочито након избијања сукоба на простору некадашње Југославије. Принцеза Катарина је покровитељ многобројних хуманитарних организација, укључујући "Lifeline Humanitarian Organization", "SOS–Appeal for Life" i "United Orthodox Aid". Почетком августа 2001. у Београду је основана Фондација Принцезе Катарине, са задатком да настави и прошири хуманитарне активности.
Године 1991. принц Александар у пратњи своје супруге принцезе Катарине и синова Петра, Филипа и Александра допутовао је у Србију.
Пре 5. октобра 2000, принцеза је такође посетила Србију 1992, 1993, 1994, 1995, и 2000. Она је такође посетила Црну Гору и аутономну покрајину Косово и Метохија 1999. године, а Босну и Херцеговину 2000. године. Принцеза Катарина и Краљевска породица настанили су се у Краљевском Двору у Београду 17. јула 2001.
Принцеза Катарина говори грчки, енглески и француски, служи се шпанским и учи српски језик. Воли музику, књижевност и све активности у вези са децом, као и кулинарство, позориште и крос-кантри скијање.

## Титуле и признања
- 20. септембар 1985: Њено Краљевско Височанство престолонаследница Катарина Карађорђевић од Србије и Југославије

### Одликовања
- Орден Светог Саве, (Велики Крст за даме), Краљевска кућа Карађорђевић.
- Свети Војни Константинопољски орден светог Ђорђа,(Велики крст за даме), (Краљевска кућа Бурбон-Две Сицилије)
- Јубиларна медаља поводом 50 рођендана краља Карла XVI Густава, Краљевина Шведска
- Јубиларна медаља поводом 70 рођендана краља Карла XVI Густава, Краљевина Шведска
- Орден Карађорђеве звезде првог степена, Република Србија

## Хералдика
Лозанж: на црвеном лозанжу је бели двоглави орао у полету обе главе крунисане хералдичком круном Србије, кљуна, језика и ногу златних а на грудима орла црвени штит са крстом до ивица између ког су четири оцила радним површинама окренутим ка усправној греди крста све бело а у дну штита два златна крина. Штит је крунисан круном краља Петра I са плавим крином у центру.

## Породица

### Родитељи
| име          | слика | датум рођења | датум смрти |
| ------------ | ----- | ------------ | ----------- |
| Роберт Батис |       | 1916.        | 2011.       |
| Ана Дости    |       |              | 2010.       |

### Први брак

#### Супружник
| име        | слика | датум рођења |
| ---------- | ----- | ------------ |
| Џек Ендруз |       |              |

#### Деца
| име           | слика | датум рођења | супружник |
| ------------- | ----- | ------------ | --------- |
| Дејвид Ендруз |       |              |           |
| Алисон Ендруз |       |              |           |

### Други брак

#### Супружник
| име              | слика | датум рођења  |
| ---------------- | ----- | ------------- |
| Принц Александар |       | 17. јул 1945. |